# Curt Weiße-Pabst
Emil Curt Weiße-Pabst, bekannt als Peter Sachse (* 8. März 1888 in Striesen als Emil Curt Pabst; † 26. August 1953 in West-Berlin), war ein deutscher Kabarettist.

## Leben und Wirken
Er war der Sohn der unverheirateten Privata Agnesa Linna Probst aus Striesen, die bereits ein Jahr nach seiner Geburt starb, so dass sein leiblicher Vater Weiße per Gerichtsurteil gezwungen werden musste, sich um seinen halbwaisen Sohn zu kümmern. Nach dem Schulbesuch war Weiße-Pabst als Journalist für mehrere Zeitungen und Zeitschriften, darunter die Dresdner Neuesten Nachrichten tätig und schloss sich der völkischen Bewegung an. Ab 1915 nahm er am Ersten Weltkrieg teil und kehrte 1919 zurück. Er zog nach Berlin, wo er in den 1920er Jahren zu einem erfolgreichen politischen Kabarettisten avancierte und mehrere Kabaretts gründete, darunter 1922 Das Karrussel am Kurfürstendamm. Er nahm in dieser Zeit den Künstlernamen Peter Sachse nach seiner Herkunft aus Sachsen an. Auf der Suche nach Nachwuchskünstlern entdeckte er u. a. Willi Kollo.
1939 wurde Pabst gemeinsam mit Werner Finck und den Die drei Rulands aus der Reichskulturkammer ausgeschlossen. In der Folgezeit versuchte er sich den Nationalsozialisten u. a. durch einige linientreue Publikationen anzupassen.